# 3963 Paradzhanov
3963 Paradzhanov је астероид главног астероидног појаса са средњом удаљеношћу од Сунца која износи 2,438 астрономских јединица (АЈ).
Апсолутна магнитуда астероида је 13,6.